# Paradelphomyia czizekiana
Paradelphomyia czizekiana är en tvåvingeart som beskrevs av Jaroslav Stary 1971. Paradelphomyia czizekiana ingår i släktet Paradelphomyia och familjen småharkrankar. Inga underarter finns listade i Catalogue of Life.